# 馬邦瑞
馬邦瑞（1555年—1598年），號少軒，山西平陽府解州安邑县人。明朝政治人物、進士出身。

## 生平
書二房，嘉靖乙卯（1555年）十一月初九日生。萬曆元年（1573年）癸酉科山西鄉試舉人，十七年（1589年）登己丑科三甲二百六十六名進士，都察院觀政，十九年十月授官行人司行人，二十一年丁憂。二十五年補原职，二十六年病卒。为人诚实不欺，自己有过错，也不隐瞒。